# Naděžda Koňajevová
Naděžda Jefimovna Koňajevová (rusky Наде́жда Ефимовна Коня́ева; * 5. října 1931) je sovětská atletka, která soutěžila hlavně v hodu oštěpem.
Trénovala v Burevestniku v Kyjevě. Soutěžila za SSSR na letních olympijských hrách v roce 1956, které se konaly v Melbourne, kde získala bronzovou medaili.